# قنفذ

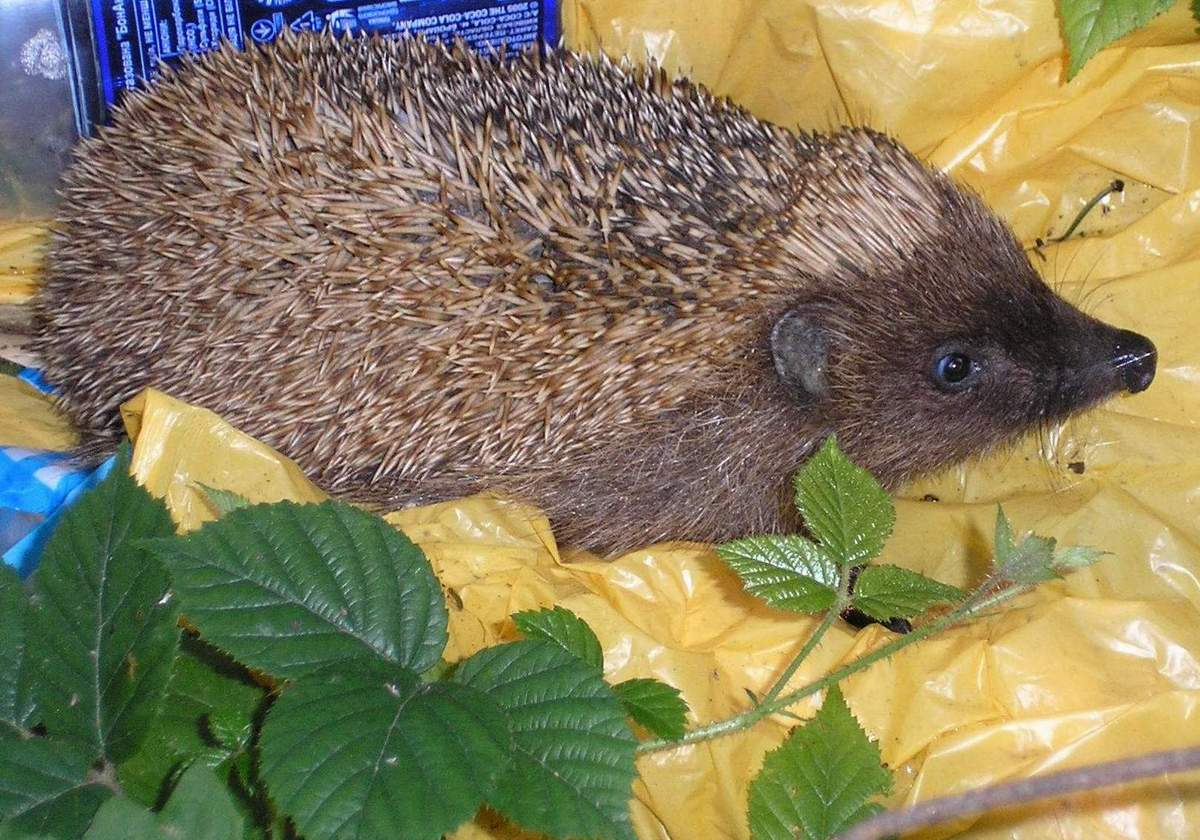
القنفذ

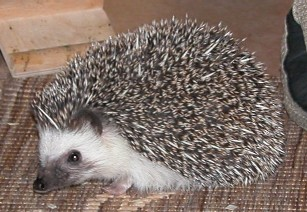
قنفذ

القنفذ  أو قباع (الاسم العلمي: Erinaceinae) حيوان صغير من الثدييات فهو ينام شتاءً ويستيقظ في الربيع ويعتاش على أكل الحشرات يأكل الديدان والزواحف والفئران الصغيرة وبيض الطيور التي تعشش في البراري كما يأكل النباتات والثمار. يسمى الشوك الذي يعتري جلد القنفذ بالحسك.
يلد ويرضع صغاره وله رأس بدون رقبة ظاهرة وأذنين صغيرتين وفم مستطيل وذو أرجل قصيرة يغطي كل جسمه أشواك حادة وعند شعوره بأي خطر يكوّر جسمه على شكل كرة شوكية تقيه شر أعدائه.
يستطيع معاركة الأفاعي والثعابين والحيّات وذلك بتكوّره ومحاولة التقاط ذنبها بفمه المختبئ وكل حركة للحية تزيدها ألماً وضررا. ينشط ليلاً في الأيام المقمرة باحثاً عن ما يقتات عليه.

## وصفه

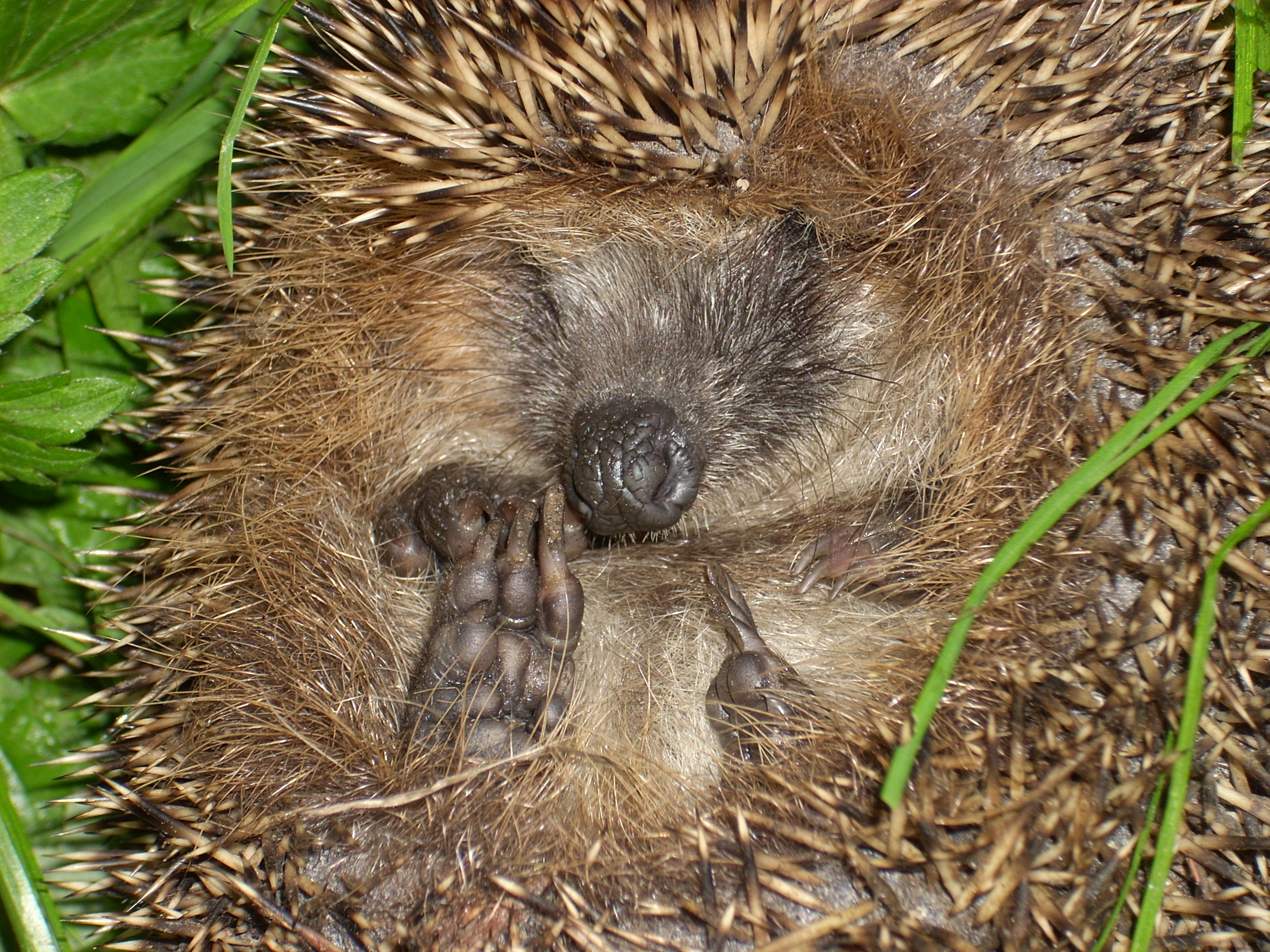
يتسم شكل القنفذ المميز بوجود الأشواك التي تغطي جسمه والمعروفة باسم الريشات (بالإنجليزيّة: quills) وهي مصنوعة من الكيراتين، كما أنّه يعد حيوان صغير الحجم حيث يبلغ طوله من (10-30) سم، في حين يبلغ وزنه ما يتراوح بين (155-1584) غرام،[١] وعلاوة على ذلك فإنّ لون القنفذ يكون أبيض أو لون بني فاتح إلى أسود، وله أرجل صغيرة ولكنّها بأقدام من خمس أصابع لكل منها، تحتوي على مخالب منحنية تجعل القنافذ لديها قدرة هائلة في الحفر، بالإضافة إلى امتلاكه أنف طويل، وأذنين كبيرتين مقارنة بحجم الجسم، وبوجه مخروطي اشكل.

يعتبر القنفذ طويل الأذنين من أصغر القنافذ العربية ويتواجد في المناطق شبه الصحراوية ويبلغ متوسط طوله 19سم وطول ذيله 2.5 سم، وشوكه أسود من أصله وينتهي باللون الأبيض مع قليل من البيج أما بطنه فلونه أبيض مع قليل من البيج، أما الوجه فيغطيه شعر أصله أبيض وينتهي باللون البيجي كما سترون في الصور. وأذناه الطويلتان تساعدانه على تبديد حرارة جسمه وتزيد من حساسيتهما للأصوات البعيدة وله حاسة شم قوية تساعده في تحديد فرائسه. يتغذّى هذا القنفذ على الحشرات والخنافس واليعاسيب وكذلك البيض والخضروات والفواكه، وأيضاً يأكل السحالي والثعابين الصغيرة.
قنفذ القلب
من قنافذ البحر، لا يزيد طوله عن خمسة سنتمترات! جسمه مُغطّى بالأشواك التي تجعله يشبه في مظهره حيوان القنفذ. يعيش بالقرب من الشواطئ الطينية الغنية بالمواد العضوية، التي يتغذى عليها.
يستخدم أشواكه عند الخطر في الحفر لمسافة قد تصل إلى 20 سنتمتراً، تحت سطح أرض الشاطئ، ليختفي بعيداً عن المناقير الطويلة للطيور البحرية الباحثة عن طعامها.
قنفذ القلب مزود بمجموعة من الأقدام التي تشبه الأنابيب. التي توفر له التزود بالماء الغني بالأكسجين اللازم لحياته. كما يستخدم هذه الأقدام في امتصاص غذائه. يستدل على وجوده على الشاطئ من آثار نقش صغير على شكل نجمه. يستخدم الصيادون قنافذ القلب للتنبّؤ بحالة الطقس، معتقدين أنها تدفن نفسها في عمق أكبر إذا استشعرت قرب هبوب العواصف الشديدة.
يطلق على هياكل قنافذ البحر الفارة «بطاطس البحر» وهي تخلو من الأشواك، ويتخلّلها الضوء بشكل بديع، من خلال فتحات آثار الأقدام الأنبوبية.

## التكاثر
تضع الأنثى من 1 إلى 4 صغار بعد فترة حمل تقارب الأربعين يوماً، وتلد الأنثى مرة واحدة في السنة وفترة التكاثر هي من شهر يوليو إلى شهر سبتمبر. وتكون الصغار بعد ولادتهم عرايا من الشوك وتتفتّح أعينهم بعد أسبوع وتستطيع الأكل بعد ثلاثة أسابيع. شوك القنافذ يحميها من أعدائها كالثعالب والكلاب، وتحفر جحورها بنفسها تحت الشجيرات البرية، ويكون طول الجحر بما يقرب نصف المتر وتستخدم جحور غيرها في بعض الأحيان. وهي ليلية المعيشة لا تخرج إلا ليلاً ورؤيتها ضعيفة في النهار وعندما تخرج ليلاً بحثاً عن الطعام تتجول لمسافات بعيدة تصل إلى عدة كيلو مترات، وتعيش فُرادى حيث تنام في النهار وحدها في الجحر. الأغرب أنه يستطيع تحمّل قوة 50 مرة من السم.. وهو يدخل إلى جحور الثعابين والحيات حيث يأكل بيضها.. أيضا يأكل العقارب والحيات.. وله أنياب تجيد تقطيع أي فريسة.
يلجأ القنفذ إلى النوم والاعتكاف الجزئي عند اشتداد البرد في فصل الشتاء حيث يبني لنفسه عشاً كثيفاً من أوراق الأشجار والحشائش الجافة وفي أثناء قيامه بتحضير العش فإنه يصدر أصواتاً تتراوح ما بين الدمدمة والعويل. من تجارب محرر هذا الكتاب أنه حيوان يسهل تدجينه ومن الممكن أن يصبح أليفاً. إلا أن هذه الصفة ليست شائعة عنه بسبب أشواكه وعدم الاهتمام به.
يوجد في العالم من هذا الحيوان ثلاثة أصناف، تتواجد جميعها في الأردن وهي كما يلي:
1. قنفذ الشرق الأوسط أو الصحراوي وله أذنان طويلتان نسبياً يتواجد في مناطق عمان وأحراش دبين ومنطقة الشومري وقصر عمرة والجفر ويعرف باسم Hemiechinus.
2. القنفذ الأوروبي وأذناه أقصر من النوع الأول وأنفه أطول قليلاً يتواجد في مناطق عمان ووادي السير وصويلح وناعور ويعرف باسم Erinaceus.
3. القنفذ الإفريقي وله لون ضارب إلى السمرة يتواجد في مناطق عمان وجرش وعجلون ويعرف باسم Paraechinus.
أنواع قنافذ المنطقة العربية 
يوجد أربعة أنواع (من كتاب الثديات في المنطقة العربية باللغة الإنجليزية للمؤلفان ديفيد هاريسون وبول بيتس)
الأول
القنفذ الأوربي الشرقي (East European hedgehog) وهو أكبرهم حجماً، وقد رصد فقط في لبنان وسوريا والأردن وفلسطين وفي المناطق الجبلية في شمال العراق.
الثاني
القنفذ طويل الأذنين وقد تكلمنا عنه.
الثالث
القنفذ الأثيوبي (Ethiopian hedgehog) ويتميز بوجه الأسود وهو أكبر قليلاً من القنفذ طويل الأذنين، وهذا النوع يتواجد في جميع شبه الجزيرة العربية بما فيها دول الخليج واليمن وباقي الدول العربية وشمال أفريقيا وجنوباً السودان وأريتريا والصومال.
الرابع
قنفذ براندت (Prandt's hedgehog) 
وهو نادر في البلاد العربية وقد رصد في الإمارات وعمان واليمن وأخيراً قد رصد في الطائف.
ورد في لسان العرب
القُنْفُذ والقُنْفَذ: الشَّيْهَمُ، معروف، والأُنثى قُنْفُذة وقُنْفَذَة. وتَقَنْفُذُهما: تَقَبُّضهما. 
وإِنَّه لقُنْفُذُ ليلٍ أي: أَنَّه لا ينام كما أَن القُنْفُذَ لا ينام.
ويقال للرَّجل النمام: ما هو إِلا قنفذُ ليلٍ وأَنَقَدُ ليل. 
ومن الأَحاجي: ما أَبْيَضُ شَطْراً، أَسْوَدُ ظَهْراً، يمشي قِمَطْراً، ويبول قَطْراً؟ وهو القُنْفُذ، وقوله: يمشي قمطراً أي: مجتمعاً .